# Fest'arts
 (juin 2014).
Fest'arts est un festival des arts de la rue qui se déroule chaque année depuis 1991 en août à Libourne, dans le département de la Gironde, en France.
Le festival précédent était Rue en fête qui a eu lieu en 1990.